# 扁平化组织
扁平化组织（Flat organization），也被称为橫向组织（horizontal organization）或者減层（delayering），是一种在员工和决策者之间很少存在或不存在中间管理层的组织。一个组织的结构指的是组织内部工作单位和职位的分配和关系。直式组织和扁平化组织的差異在於组织中管理层的层级数量和管理者被赋予的控制权程度。

## 组织结构
在扁平化组织中，由每个经理直接监管的人数数量庞大，而位于经理职位之上的人数却很少。在此组织中的经理比在直式组织中拥有更多的责任，因为有大量的员工个体直属于这些经理并依靠他们的指导，帮助和支持。並且，由于缺乏高职位的监管者，扁平化组织中的经理很少依靠位高于他们的监管者。

## 组织优势
根据Ghiselli和Johnson的研究表明，这些在扁平化组织中的独立管理者拥有的权力满足了他们对自治权和自我价值实现的要求。扁平化组织意味着训练有素的员工在直接参与公司决策时，相比较受到更高一级管理层的密切监管，会更加有效。
通常，这种结构只可能出现在较小的组织或者大型组织的个体单位。当组织发展到一定规模，可以继续保留精简的结构，但是想要不影响生产，就不能够在管理者个员工之间保持一个完整的扁平结构。一个公司会基于增长的生产力而不是服务内容给予员工晋升或者調薪。同时，减少薪酬管理的部门意味着为公司节约成本。
扁平化组织模型促进雇员在分散化决策中参与公司商业决定。通过减少员工的责任基准和中层管理层级，评论和反馈将会更快地传达至参与决策的个体。此外，对于客户反馈的期望回复也会变得更加迅速。

## 自我管理团队
一个坚固的扁平化组织完全不存在中级管理层。极小规模的商业公司可能缺少中级管理者，因为太少的员工难以决策雇佣中级经理是否合适；在这种类型的组织，公司所有人或者首席执行官可能会担任一些在大型组织中中级经理承担的角色和作用。
然而，有一些组织即便是增长了公司规模，还是几乎保持着扁平化。一个拥有自我管理团队的组织可能会更加接近这样的模型。自我管理团队在组织工作中不需要中级管理层监管。但这种模式与那些希望在工作中的到晋升的员工有所冲突，因为在扁平结构中，晋升是不存在的。但是，另一种“水平”的职业道路是可行的，比如员工可以在某个领域深入发展自己的专业水准或者由于长期忠于职守而获得更多酬劳。
缺乏中级管理者并不排除强制性工作程序的采用和保留。这种程序包括质量保证程序。但是，由于每位团队成员都被给予重要的责任，如果一个团队一致认为他们所跟随的程序已过时或者需要改进，那么他们有可能是可以改变这个程序的。这种改变，在有些情况下，要求执行管理层或者客户（举例：一家数字代理机构为公司客户定制网站）的批准。如果执行管理层不参与决策，或者只是对批准敷衍了事，那么这将成为团队级别的共识决策或职场民主的实例。
威尔乌公司是当前一家拥有自我管理团队的例子。这家公司拥有轮流式，非永久的团队领袖，威尔乌公司称之为“团队贡献者”。此称呼目的在于表彰个人贡献和领导威尔乌形成一种频谱而不是“二元二分法”。通常来说，团队贡献者最多领导一个项目，当一个项目结束，他们自愿轮流成为下一个团队贡献者。威尔乌也允许团队成员致力于他们感兴趣的项目。这种方式为开放式分配，雇员可以可以在任何时候任意转换到别的团队；公司的所有桌子都是自带滚轮，方便移动。然而，由于新的想法产生需要重要的资源，因此拥有新想法的人可能需要劝说一定数量的同事来组建新的团队并达到新想法实现的群聚效应。
威尔乌的联合创始人已经承认他们的组织架构存在一些问题。由于组织缺乏内部控制和管理者，公司难以在早期察觉错误的决策。卡斯商学院的称Cliff Oswick教授一直致力于研究威尔乌和其他无领导组织。他认为威尔乌公司组织是可行的，因为公司聘请了高质量的人才，他们高度适应无领导环境。由于威尔乌在创立之初就是扁平化管理，所以新聘员工在进入公司前便知晓自己要进入的工作环境。但是，教授对此作出提醒，威尔乌采用这种依靠同行评论为基础的强制分级评等系统来决定官员的薪酬，将会在未来公司缺少现金时出现问题。
其他拥有自我管理团队的公司如下： 
- Qamcom Research and Technology， 一家瑞典专家公司，有125位雇员活跃于交流，雷达和自动化领域（40%的员工有博士学位）。

- Reaktor，一家芬兰的软件设计咨询公司。拥有400位员工，并采取扁平化结构和自我管理团队。所有员工共享所有相关商业数据。[7]

- 37Signals，设有轮流制，无永久的团队领导。[4]另外一些数字化代理机构也采取这种方式。

- GitHub Inc 是一家类似威尔乌的公司，采用开放式分配。但是，在2014年，此公司设置了中级管理层来应对对扁平化管理的弊端的争议。[8]

- Treehouse，也采用开放式分配。

- The Morning Star Company，不设有监管经理。

- Marc Rich + Co.，曾经是世界最大的商品集团，采用扁平化管理结构。

## 组织缺陷
Klint Finley 根据Jo Freeman著名的文章《無架構的暴政》, 提出类似威尔乌这样的无领导公司可能会遭受一些问题：对抱怨的合理处理、非正式私党的形成、受欢迎的雇员的“软实力”影响、非专业和性别歧视态度和职场多样性缺乏。但是，有一些问题在大型组织的人力资源管理范畴之内，所以在扁平化管理中，有效的人力资源可以解决那些问题。
Suzanne Baker 评论道，新的权力动力会出现而由此削弱无登机环境所承受的平衡。当一个组织不再将价值置于个人的职位上，那么Baker认为，基于性格类型，技术群和沟通方式的新等级可以显露。如果这些等级不被知晓，那么处理新的等级的出现将会变的很困难，因为这些等级是内在的并没有被察觉。
一位商业记者和扁平化组织评判员Mark Henricks指出，当一个组织有过少的等级，那么决策将很难实现或者决策会出错，因为雇员们缺乏经验，责任和动力去执行经理该做的事。

## 採用扁平化組織的公司、法人和團體
- 維爾福
- 維基百科社群

## 相关條目
- 合作，组织所有权高度分散，部分运营采用扁平化管理，另一部分没有采用
- 合弄制度（英语：Holacracy）
- 等級組織（英语：Hierarchical organization）：与扁平化组织相反的等级式管理
- 开放式公司
- 全民政治 (灵活管理)
- 职场民主
- 工作者自我管理（英语：Workers' self-management）

## 文献引用
1. 1 2  Ghiselli, Edwin E.; Siegel, Jacob P. . Personnel Psychology. 1972, 4 (25): 617. doi:10.1111/j.1744-6570.1972.tb02304.x.
2. 1 2 3  Ghiselli, Edwin E.; Siegel, Jacob P. . Personnel Psychology. 1972, 4 (25): 618.
3. ↑  .   [22 Nov 2015]. （原始内容存档于2017-11-11）.
4. 1 2  Fried, Jason. . April 2011  [1 Sep 2013]. （原始内容存档于2017-04-28）.
5. 1 2 3  . 27 April 2012  [1 September 2013]. （原始内容存档于2017-11-11）.
6. 1 2 3  Leo Kelion. . 23 September 2013  [1 October 2013]. （原始内容存档于2017-11-11）.
7. ↑  Appelo, Jurgen. . 29 October 2015  [13 September 2016]. （原始内容存档于2017-11-10）.
8. ↑  Evelyn, Rusli. . 17 July 2014  [18 July 2014]. （原始内容存档于2018-06-15）.
9. ↑  Finley, Klint. . 20 March 2014  [13 July 2014]. （原始内容存档于2017-11-11）.
10. ↑  Baker, Suzanne J. . Journal of Organisational Transformation & Social Change 12. 2015, 2: 138-158.
11. ↑  Henricks, M. . Entrepreneur. 2005, 1 (33): 69-70.